# بلجرشي
بلجرشي هي مدينة سعودية والعاصمة الإدارية لمحافظة بلجرشي التابعة لمنطقة الباحة، بالمملكة العربية السعودية.

## التسمية

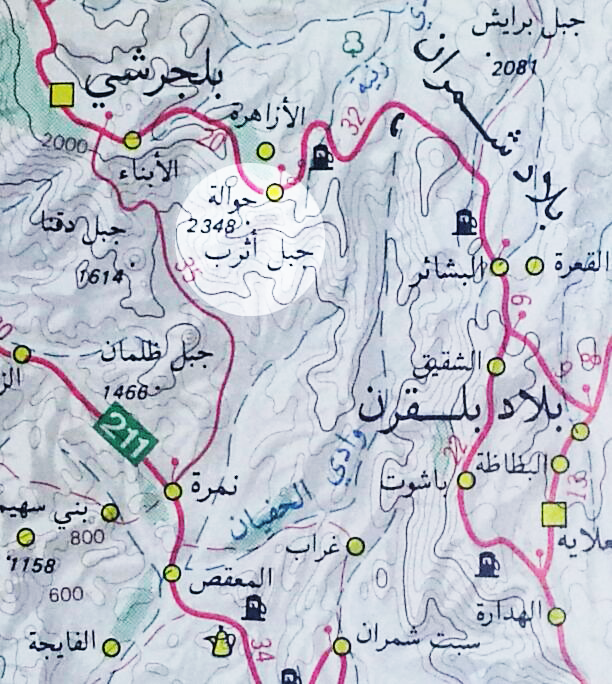
خريطة بلجرشي

سميت بلجرشي بهذا الاسم نسبة إلى قبيلة بلجرشي التي تسكن في هذه المحافظة وهي إحدى قبائل غامد.
بلجرشي ـ بفتح الباء الموحدة وسكون اللام وضم الجيم وفتح الراء المهمل ثم كسر الشين المثلث بعدها ياء ساكنة بمعنى دار السوق وهي بلدة كبيرة تقع في وادي فسيح يسمى (وادي سيل) وحول مايدور عن أصل بلجرشي يقول حمد الجاسر بين بلجرشي وجرش التي حدد موقعها الهمداني فرق شاسع وتباين كبير والقول بأن بلجرشي هي جرش هو قول خاطئ ويقول الأستاذ على السلوك في كتابه المعجم الجغرافي أن بلجرشي هو اسم قبيلة تقع ديارها جنوب بلدة الباحة بمسافة ثلاثين كيلو متراً وبها عدد كبير من القرى.

## تاريخياً
تدل الروايات المتوارثة على أن بلدة بلجرشي نشأت في عهود قديمة جداً تعود إلى حقبة ما قبل الإسلام وقد نشأت ونمت فوق تلة تقع الآن في وسط المدينة لا تزال ماثلة إلى الآن التي بها سوق السبت والذي كان يعد من أقدم وأكبر أسواق غامد ، فقد وصفه الفقيه أحمد بن سعد الزيداني في القرن الحادي عشر الهجري بقوله: (سبت بلجرشي ليس بين الطائف وريده أكبر منها ولا أظهر، سورها من المرو الأبيض وله باب من جهة اليمن، وسوقها أعلى شأناً من سوق بيشة ورنية ويجلب لها التمر والقسب من بيشة ورنية وتربة ، والتمباك الذي شاع في هذه السنين من وديان ريم وسهيم ودوقة في تهامة، والسلاح الذي يصنع في بعض جهاتها، والبّز وسكر الشام وسائر مطالب التجار من منجلّ القنفذة، ولا يجلب الجوخ والصولي إلا تجارها لعلو ثمنه، أهلها من غامد وبينهم من أخلاط الناس من يقيم بينهم حيناً للتكسب في سوقها).
ونشأت مدينة بلجرشي بنمو عدد من القرى المجاورة للبلدة القديمة بحيث اتصلت بالبلدة القديمة وببعضها نظراً للنمو العمراني فيها وبذلك تشكلت بلجرشي وبدأت بالتطور كمدينة عصرية وبدا النمو للكتلة العمرانية نتيجة لازدياد عدد السكان ولتحسن أحوال المعيشة واشتهرت بلجرشي بعد ذلك بالتجارة حيث توفرت فيها كل الإمكانيات التي يحتاجها الرواد وتطل أطرافها الغربية على تهامة وكانت تربطها سابقاً عدة طرق من أهمها في القدم عقبة حميده وهي عقبة مدرجة ومرصوفة وذلك لسير القوافل وتحميل البضائع النازلة من الحجاز إلى تهامة والصاعدة منها وكانت أهم طريق تجاري يربط بلجرشي بالمخواة والقنفذة على ساحل البحر الأحمر وما والاها من المدن والبلدان في الساحل.
في بداية عام 1371 هـ انتقل الجهاز الرئيسي من بلدة الظفير إلى بلجرشي وأصبح في الباحة مركز يطلق عليه طارفة في الباحة الملاصقة للظفير، وكان رئيس المركز آنذاك عبد العزيز البدر طارفة الباحة.

## نبذة
تبعد عن مدينة الباحة بحوالي 26 كم، وتعتبر المركز التجاري والاقتصادي والثقافي لمنطقة الباحة.
تعد مدينة سياحية وفيها فروع لأغلب الدوائر الحكومية، ومستشفيات ومراكز صحية وفنادق ومنتجعات سياحية ومطاعم وأسواق شعبية ومركزية ومجمعات تجارية.